# 紫檀芪
紫檀芪（/ˌtɛrəˈstɪlbiːn/，也称为3',5'-二甲氧基-4-羟基芪，3',5'-Dimethoxy-4-hydroxystilbene）是一种芪类化合物，分子式C16H16O3，可看做白藜芦醇的O-甲基衍生物。